# Nuncjusz apostolski
Nuncjusz apostolski (wł. nunzio apostolico) – legat papieski pełniący równocześnie stałą misję dyplomatyczną. Stały szef misji dyplomatycznej Stolicy Apostolskiej pierwszej klasy, a jednocześnie przedstawiciel dyplomatyczny papieża jako głowy Kościoła Rzymskokatolickiego w państwie, z którym Stolica Apostolska utrzymuje stosunki dyplomatyczne. Ranga nuncjusza odpowiada randze ambasadora, a w niektórych krajach, m.in. w Polsce, nuncjusz jest zwyczajowo dziekanem korpusu dyplomatycznego.

## Status prawny
Zgodnie z prawem kanonicznym nuncjusz i jego siedziba (nuncjatura apostolska) wyjęci są spod władzy biskupów swojego poselstwa. Ponadto wolno nuncjuszowi sprawować funkcje liturgiczne we wszystkich kościołach poselstwa. Do zadań kanonicznych nuncjusza należy między innymi przedstawianie papieżowi kandydatów na biskupów oraz gromadzenie informacji na ich temat. W chwili wakansu Stolicy Apostolskiej przeciwnie do innych jej urzędów poselstwo nuncjusza nie wygasa.
Zwyczajowo nuncjusz apostolski jest arcybiskupem tytularnym (wyjątkowo w 2016 papież Franciszek podniósł nuncjusza apostolskiego w Syrii, abp. Mario Zenari, do rangi kardynała). Najczęściej nowym nuncjuszom sakry udziela sekretarz stanu Stolicy Apostolskiej, rzadziej czyni to osobiście papież lub inny bardzo wysoki dostojnik watykański.

## Historia
Funkcja nuncjusza pojawia się dość późno w Kościele, bo dopiero w XVI wieku. W wiekach wcześniejszych papież do kontaktu z dworami Europy wysyłał legatów. Pierwsza nuncjatura ze stałym legatem została ustanowiona w Wenecji w 1500 roku. Po Soborze trydenckim, aby przyspieszyć wprowadzanie reform i dać opór reformacji papież Grzegorz XII ustanowił wiele nuncjatur w tym (najważniejszą w owym czasie) dla Niemiec w Kolonii (1584).
W latach 1964–1994 Stolica Apostolska obok tytułu nuncjusz używała także tytułu pronuncjusz. Pronuncjusze także byli szefami misji dyplomatycznych Stolicy Apostolskiej w pierwszej (najwyższej) klasie, natomiast wysyłano ich do krajów, które nie uznawały automatycznego pierwszeństwa przedstawiciela Stolicy Apostolskiej, a więc pronuncjusz nie stawał się z urzędu dziekanem korpusu dyplomatycznego. Mógł nim zostać, ale na ogólnych zasadach pierwszeństwa obowiązujących w korpusie (pierwszeństwo klas oraz staż w kraju przyjmującym). Obecnie Stolica Apostolska nie używa już tytułów pronuncjusz i wysyła nuncjuszów apostolskich zarówno do krajów, które uznają automatyczne pierwszeństwo przedstawiciela papieża, jak i do krajów, które tego przywileju nie akceptują.